# Ennada subornata
Ennada subornata là một loài bướm đêm trong họ Geometridae.